# Астраханские калмыки

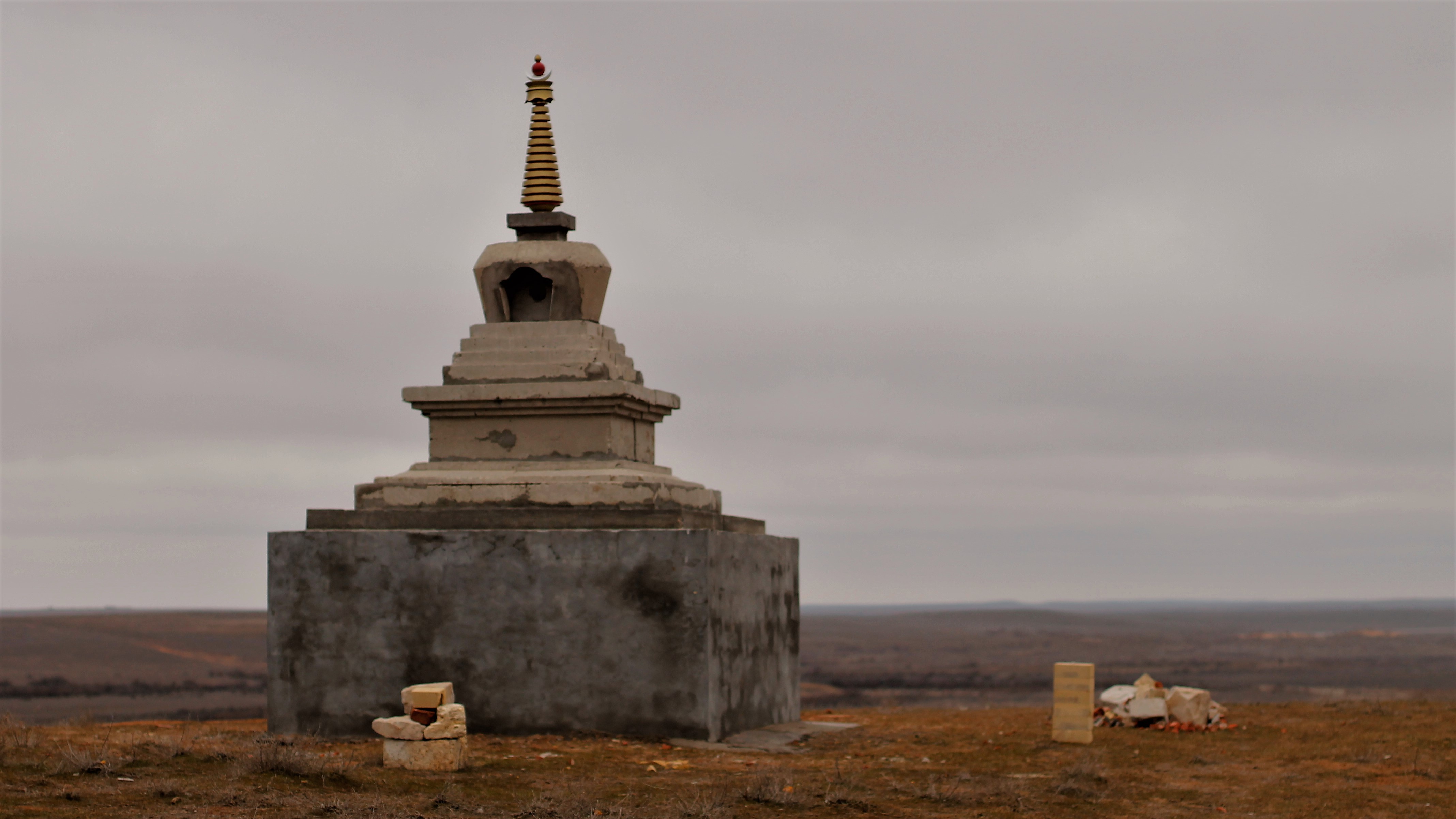
Калмыцкая ступа в селе Буруны

Астраха́нские калмы́ки — калмыцкое население Астраханской области, крупнейшая региональная община калмыков в России за пределами Республики Калмыкия.

## История
До революции все территории расселения калмыков на Юге России относились к Астраханской губернии. Астрахань была важнейшей точкой контактов между российской администрацией и калмыцким населением. К западу от города на территории современного Трусовского района располагался посёлок Калмыцкий Базар, основанный в 1802 году «в целях развития торговли и регулирования найма рабочей силы калмыков».
До депортации калмыков советскими властями в 1943—1944 годах и расформирования Калмыцкой АССР к территории последней относились земли, позднее вошедшие в состав Астраханской области, включая Долбанский улус — современный Лиманский район.

## Расселение
Калмыцкое население сконцентрировано в юго-западной части области, примыкающей к границе Калмыкии. Ареалы компактного расселения имеются в Лиманском, Наримановском, Енотаевском, Икрянинском и Черноярском районах. Почти половина астраханских калмыков проживает на территории Лиманского района, где они являются второй по численности этнической группой после русских, составляя около 10 % всего населения.
В отличие от многих народов региона, имеющих свои моноэтничные поселения, калмыки преимущественно проживают в крупных смешанных сёлах, где живут также русские, казахи, татары, чеченцы и представители других национальностей. Так, в 2002 году калмыки составляли 21 % от 2283 жителей Бурунов, 19 % от 1615 жителей Промысловки, 13 % от 3150 жителей Зензелей, 9 % от 8899 жителей Лимана.
Калмыки составляют большинство населения в четырёх поселениях области — сёлах Джамба, Баста и Кальновка и посёлке Ики-Чибирский. Все они относятся к малым населённым пунктам с населением менее 200 человек. Многие поселения с калмыцким большинством на территории региона, существовавшие до депортации калмыков, опустели и были упразднены в 1940-х годах. Это случилось, например, с сёлами Наран-Газыр, Тавун-Булунг и Чимбя.
Более тысячи калмыков проживает в областном центре — Астрахани, причём почти половина из них — в Трусовском районе города на правом берегу Волги, где до революции располагался посёлок Калмыцкий Базар.

## Религия
Как и калмыки других регионов, астраханские калмыки преимущественно исповедуют буддизм, хотя среди них есть и православное меньшинство. В Астраханской области действуют два буддийский храма — Лиманский хурул, расположенный в посёлке Лиман, и храм «Керәдә хурл» в селе Восточное Икрянинского района. В мае 2021 года начато строительство третьего хурула в областном центре.
В селе Речном Харабалинского района находится Хошеутовский хурул — единственное культовое сооружение калмыков, построенное до революции и сохранившееся до наших дней. Сегодня он имеет статус музея. В сёлах Бударино и Буруны имеются буддийские ступы.

## Организации
В 1993 году было образовано Астраханское областное общество калмыцкой истории и культуры «Хальмг», организующее группы изучения этнического языка и основ традиционной религии калмыков — буддизма. Мероприятия национальной культуры и бесплатные уроки калмыцкого проходят в Центре культуры и досуга в районном центре Лимане. Там же работает калмыцкое национально-культурное общество «Герел» и расположен крупнейший действующий хурул (буддийский храм) в регионе.